# نبات لا زهري

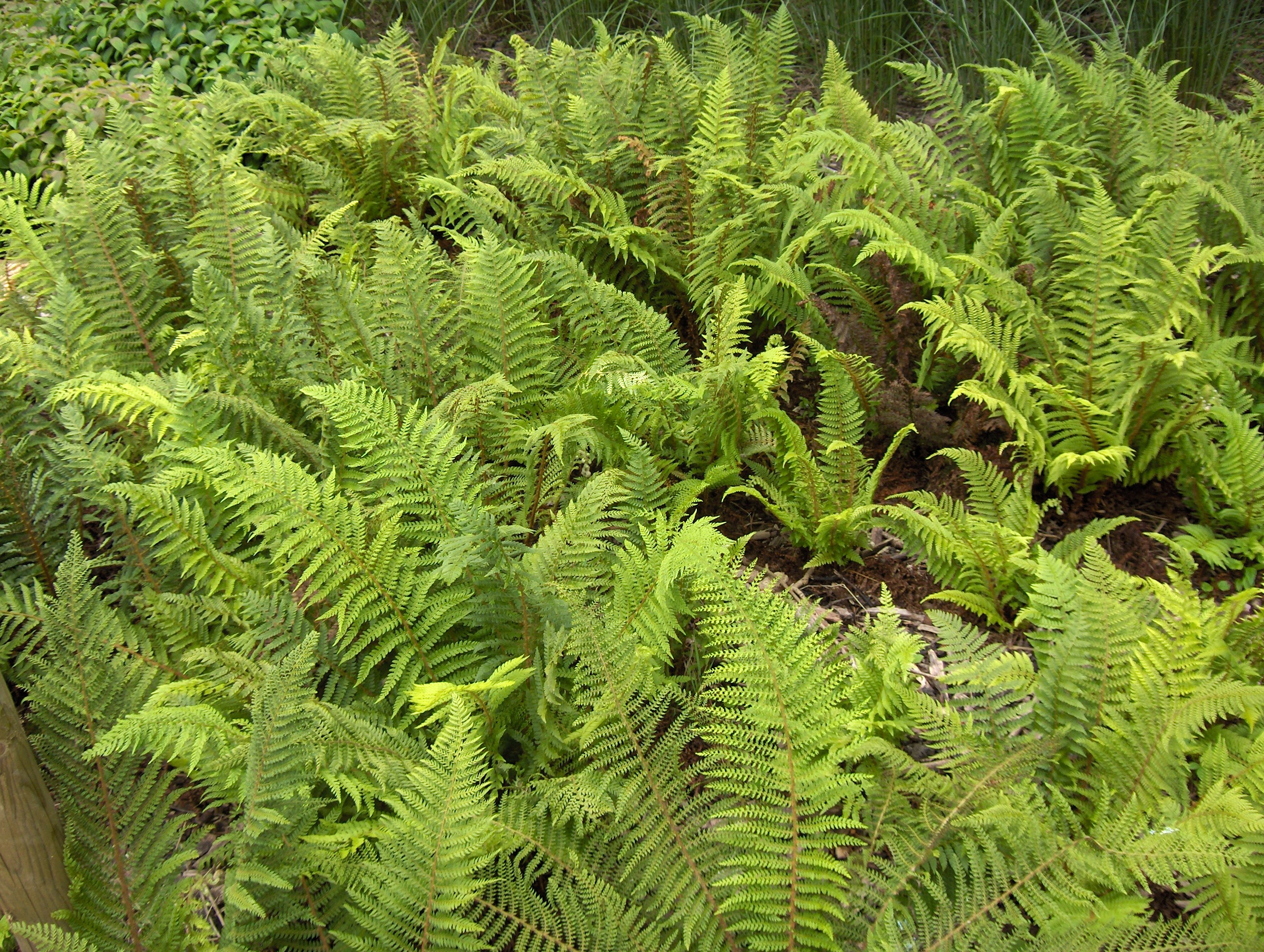
الشعران كثير الصفوف، سَرْخَس

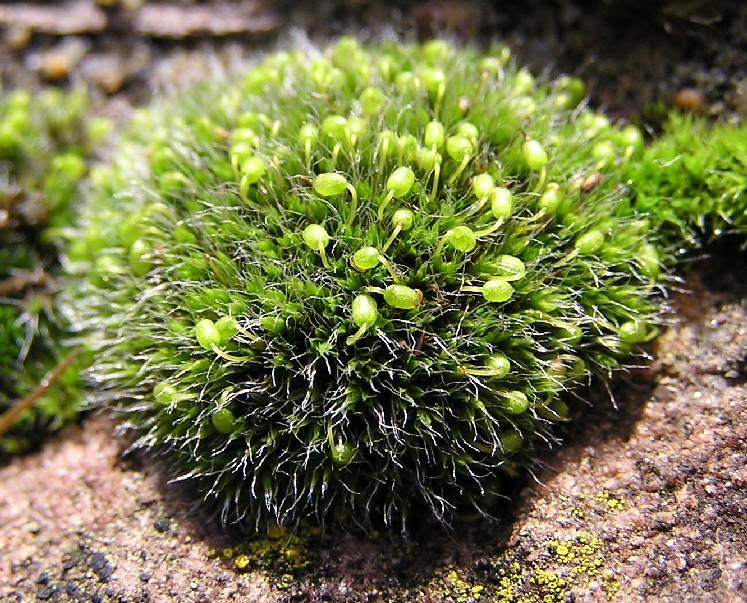
غريميا وسادية، أُشْنَة

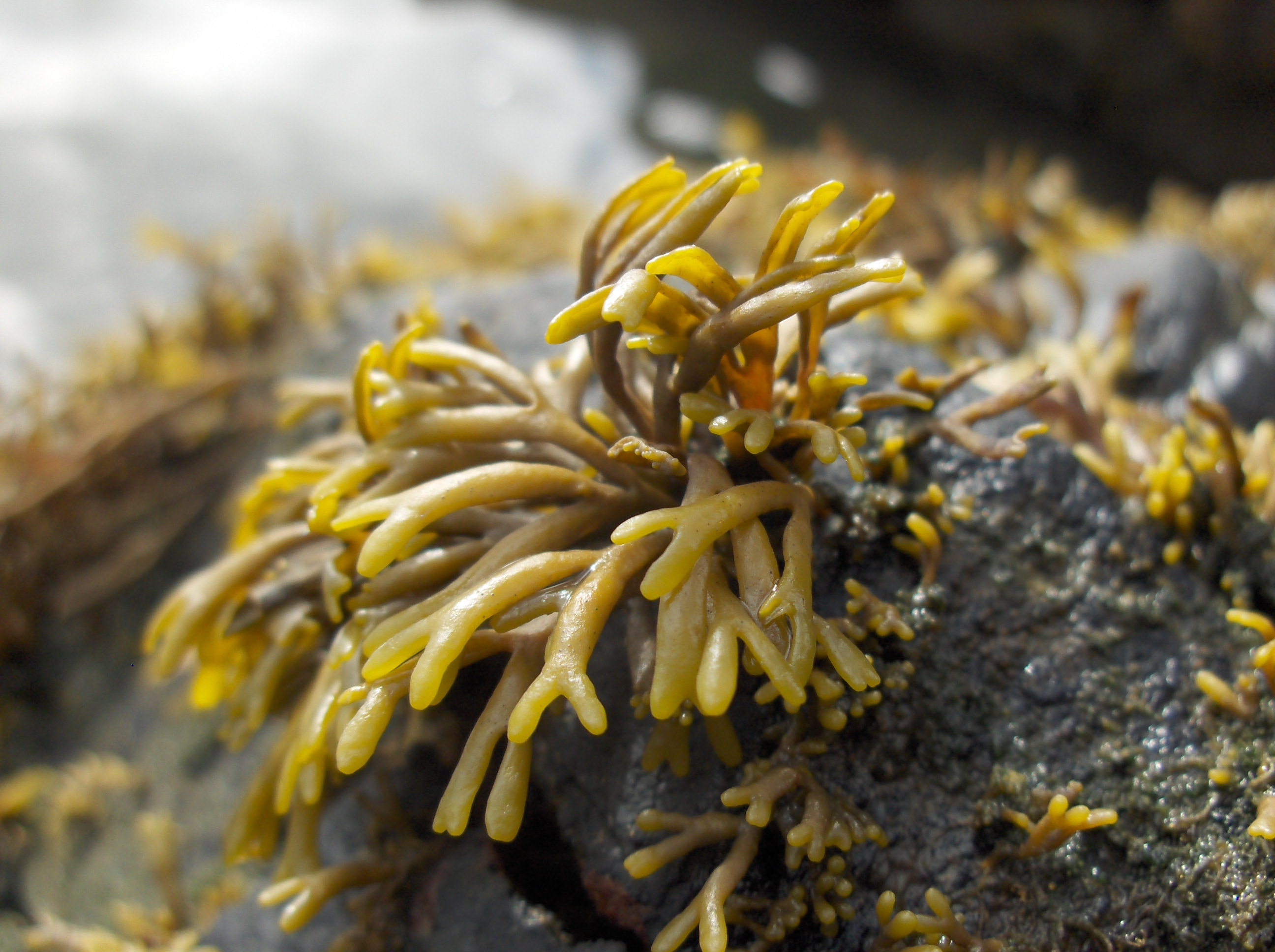
فوقس بلفيتي، طُحْلُبٌ بُنِّيّ

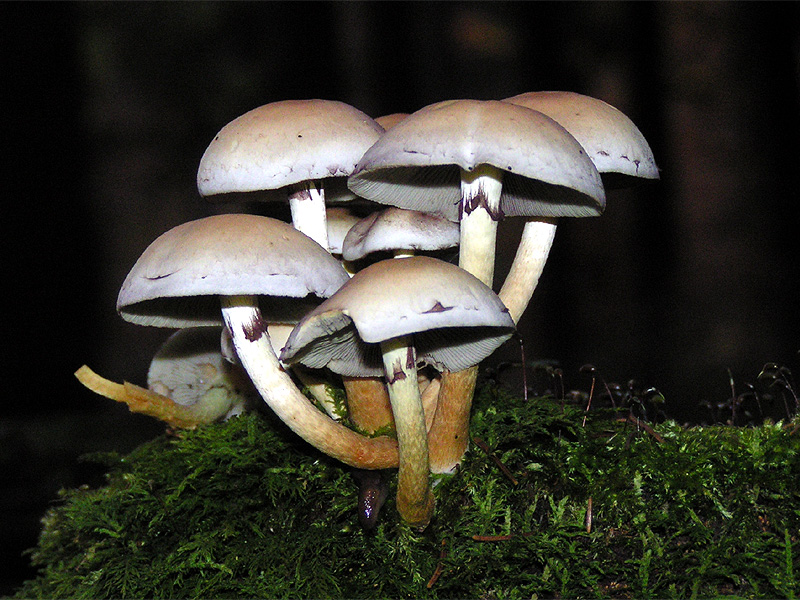
المتورمة الخوطية الحزمية، فُطْر

نَباتٌ لا زَهْرِيّ أو نبات عَديمُ الإزهار أو مَسْتورات الزَّهْر أو خفيَّات الوَلِيع أو مُعَرَّاة البُذور أو لا زهرية أو لا بذرى (بالإنجليزية: cryptogam) (الاسم العلمي: Cryptogamae) هو نبات يتكاثر بواسطة الأبواغ، بدون أزهار أو بذور. يعود أصل الاسم «Cryptogamae» إلى الكلمتين الإغريقيتين κρυπτός (تلفظ: kryptos) الّتي تعني «hidden: مخفي، مستتر»، وγαμέω (تلفظ: gameein) الّتي تعني «to marry: ليتزوّج، تزاوُج» وبذلك فهي تعني التكاثر المَخفيّ في إشارةٍ لحقيقة عدم إنتاج بذور، لذلك فإنّ النّباتات اللّا زهريّة تُمَثِّل النباتات المُتكاثرة بدون البذور. أحيانًا تُسمّى المَشْريّات أو نباتات دُنيا أو نباتات بَوْغيّة. عمومًا، النباتات اللّا زهريّة هي المُعاكس لبَادِياتِ الزَّهْر (الاسم العلميّ: Phanerogamae) (بالإغريقيّة: φανερός) (تلفظ: phaneros، تعني: visible مَرئيّ) أو للنبات البَزْريّ (الاسم العلميّ: Spermatophyta) (بالإغريقيّة: σπέρμα) (تلفظ: sperma، تعني: seed بِذرة) و(بالإغريقيّة: φυτόν) (تلفظ: phyton، تعني: plant نَبات). من أشهر مجموعات النباتات اللّا زهريّة هي الطحالب والأشنيات والحزازيات والسّرخسيّات،
وأيضًا تَشمل مُتعضِّيات غير مُخلِّقة ضوئيًّا والّتي تُصنّف عادةً كنباتات، مثل الفطر والعفن الغروي والبكتيريا. استُنكِر هذا التّصنيف الآن في تصنيف لينيوس.[بحاجة لمصدر]
في السَّابق، قَبَعَت النباتات اللّا زهريّة رسميًّا ضمن مملكة النبات. وفي نظام تصنيف كارولوس لينيوس (1707–1778) لكل النباتات والحيوانات المَعروفة، قام بتقسيم مملكة النبات إلى 24 صِنفًا، حيثُ قَسَّم النباتات اللّا زهريّة -وتتضمّن كلّ النباتات ذات أعضاء التكاثر المخفيّة- إلى أربعة رتب: الطحالب، الحزازيّات (البريويات)، سرخسيّات (السرخس)، الفطر.[بحاجة لمصدر]
لا تُعتَبر كل النباتات اللّا زهريّة جزءًا من مملكة النبات؛ فالفُطور -على سبيل المثال- تعتبر مَملكة مُنفصلة، وهي أقرب للحيوانات أكثر منه للنباتات، بينما تُعتَبَر الطحالب الزرقاء المُخضَرَّة الآن شعبة من البكتيريا. لذلك، في مَناهج النباتات المُعاصِرة، لا تُعدّ النباتات اللّا زهريّة مجموعة تصنيفيّة مُتماسكة بل هي تصنيف تفرعي متعددة العرق. وعلى الرُّغم من ذلك، دُرِسَت كلّ المُتَعَضِّيات المُنتمية للنباتات اللّا زهريّة من قِبَل علماء النبات ونُظِّمَت جميع أسمائِها في الشفرة العالمية لأسماء الطحالب والفطور والنباتات (ب[International Code of Nomenclature for algae, fungi, and plants] خطأ: {{اللغة-؟؟}}: وسيط غير صالح: |تاريخ= (مساعدة)).[بحاجة لمصدر]
خلال الحرب العالمية الثانية، وظّفت مكاتب الإتصالات الحكومية البريطانية عالم النباتات البحريّة الخبير بالنباتات اللّا زهريّة جيفري تاندي (بالإنجليزية: Geoffrey Tandy) في حديقة بلتشلي عندما خلط أحدهم بينها وبين أحجية الكتابة بالشفرة (بالإنجليزية: Cryptogram).

## روابط خارجيّة
- التوالد عند النبات
- النباتات اللازهرية (معراة البذور)، المدرسة العربية.